# S. N. Balagangadhara
 (mai 2017).
S. N. Balagangadhara (en kannada : ಎಸ್ ಏನ್ ಬಾಲಗಂಗಾಧರ, né le 3 janvier 1952 à Bangalore en Inde) est un indianiste et professeur indien.
Il est professeur à l'université de Gand en Belgique. Il a été étudiant au collège international de Bangalore et a étudié la philosophie à l'université de Gand, où il a obtenu son doctorat,.

## Œuvres
- Balagangadhara, S.N. (1994). "The Heathen in his Blindness..." Asia, the West, and the Dynamic of Religion. Leiden, New York: E. J. Brill. p. 563.  (ISBN 90-04-09943-3). | (Second, revised edition, New Delhi, Manohar, 2005,  (ISBN 81-7304-608-5))
- Balagangadhara, S.N. (2012). Reconceptualizing India Studies. New Delhi: Oxford University Press.  (ISBN 978-0-19-808296-5).
- Balagangadhara, S.N.; Jhingran, Divya (2014). Do All Road Lead to Jerusalem?: The Making of Indian Religions. New Delhi: Manohar.  (ISBN 978-93-5098-061-3).